# Östlig kronsångare
Östlig kronsångare (Phylloscopus coronatus) är en östasiatisk tätting i familjen lövsångare. Den häckar i sydostligaste Ryssland, Kina, Korea och Japan. Vintertid flyttar den till Sydostasien. Den är en mycket sällsynt gäst i Europa, med bland annat ett fynd vardera i Sverige, Finland och Norge. IUCN anser världsbeståndet vara livskraftigt.

## Utseende
Östlig kronsångare är en normalstor gulgrön lövsångare, 11–12 centimeter i längd, med tydligt vingband, långt ögonbrynsstreck och hjässband (därav namnet), av de arter som uppträtt i Europa närmast lik nordsångaren (Phylloscopus borealis). Den skiljer sig från denna genom sitt ljusa band centralt på hjässan, gulaktigt ögonbrynsstreck framför ögat (men otydligare bakom) samt mörk olivgrönt ögonstreck samt samma färg på hjässans sidor. Ovansidan är även mer rent grön och undersidan mer rent vit.
Jämfört med liknande mindre kronsångare (P. reguloides) är den större och mer utdragen, med både kraftigare och längre näbb, endast ett vingband (där större täckarnas fjäderbaser är grönare, inte mörka), vitare undersida utom de gula undre stjärttäckarna samt vitare ögonbrynsstreck bakom ögat och inte lika mörka hjässidor. Könen är lika, medan ungfågeln är brunare ovan än den adulta samt har mindre markant tecknat hjässband och gult på undersidan av stjärten.

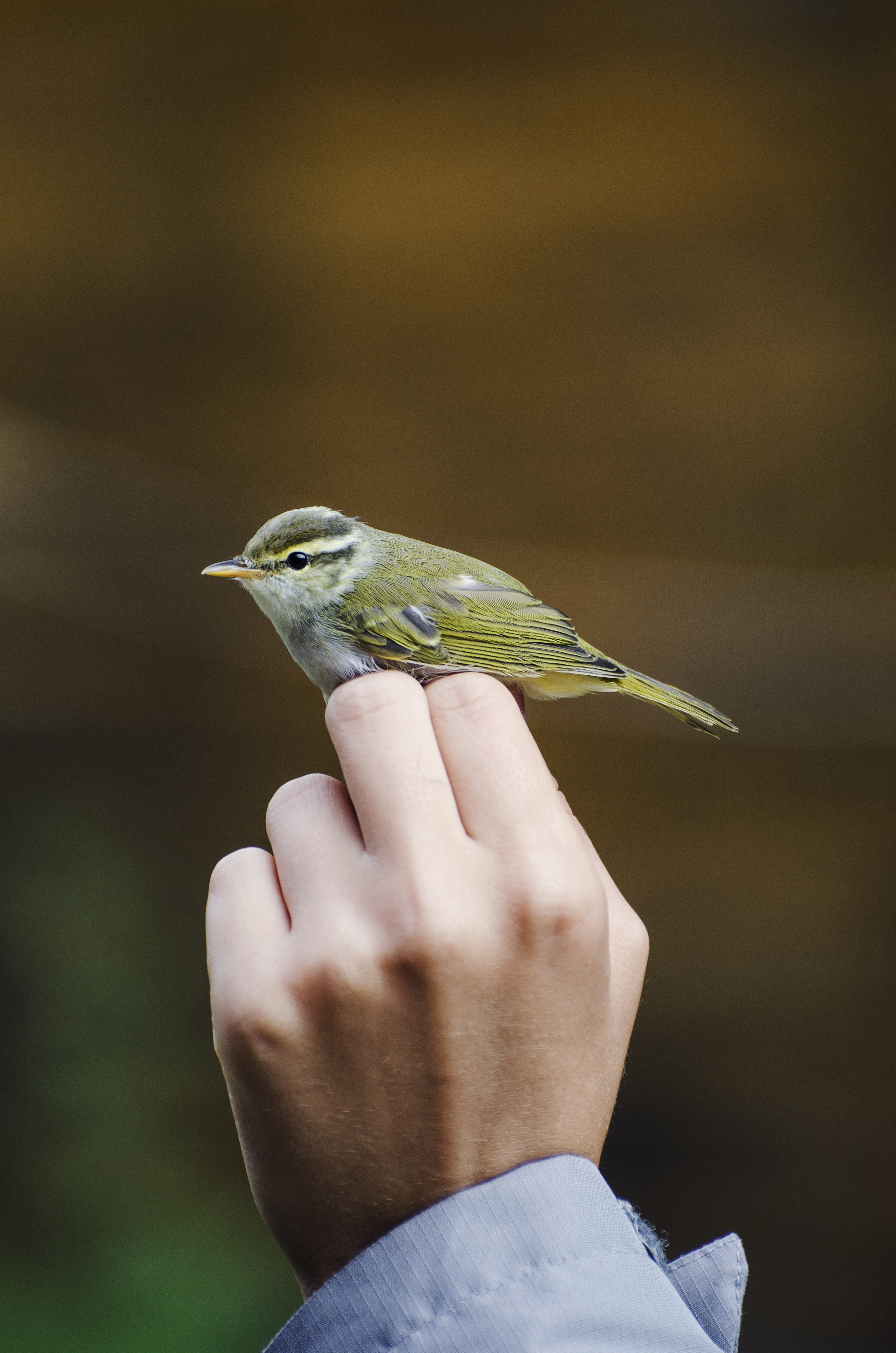

## Läte
Sången består av en serie stigande klara toner, i engelsk litteratur återgiven som "pitschu-pitsch-wii" eller "tuweeu tuweeu tuweeu tsu-eet, tsu-eet-tzaa". Även mjukare "cheroo cheroo" och kortare "tsi-it tsi-it tsyaa" hörs. Locklätet är ett mjukt "phit phit". Ibland hörs också hårda och nasala "dwee" eller "zweet".

## Utbredning och systematik
Östlig kronsångare häckar i sydöstra Ryssland (Amurland och Ussuriland), nordöstra och centrala Kina (norra Inre Mongoliet, norra och östra Heilongjiang, östra Jilin, östra Sichuan och Chongqing), på Sachalin, Koreahalvön samt i Japan. Vintertid flyttar den till Sydostasien, från södra Myanmar österut till södra Kambodja och söderut till Sumatra och Java. Den behandlas som monotypisk, det vill säga att den inte delas in i några underarter. 

### Östlig kronsångare i Europa
Fågeln är en mycket sällsynt gäst i Europa, men påträffas allt oftare. Förstafyndet gjordes 1843 på tyska ön Helgoland och därefter dröjde det ända till 2002 till nästa individ upptäcktes i Norge. Därefter har arten setts vid fyra tillfällen i Storbritannien, två i Nederländerna samt vid ett tillfälle vardera i Tyskland, Frankrike, Finland och Belgien. 24 oktober 2019 gjorde första och hittills enda fyndet i Sverige när en individ observerades på Ölands norra udde.

### Släktskap och släktestillhörighet
DNA-studier visar att östlig kronsångare inte är särskilt nära släkt med andra Phylloscopus-arter som lövsångare och grönsångare utan står närmare ett antal östasiatiska och sydostasiatiska arter, bland annat bambusångarna i släktet Seicercus. Dessa resultat har implementerats olika av olika taxonomiska auktoriteter. Det vanligaste förhållningssättet numera är att inkludera Seicercus i Phylloscopus så att familjen lövsångare på så sätt endast innehåller ett släkte. Vissa för dock istället nordsångaren med släktingar till Seicercus.
Östliga kronsångaren är trots namnet inte heller närmare släkt med vare sig västlig kronsångare (P. occipitalis), mindre kronsångare (P. reguloides) eller emeikronsångare (P. emeiensis). Istället bildar den en grupp med izusångaren (P. ijimae) samt de två filippinska arterna luzonsångare (P. cebuensis) och mindanaosångare (P. olivaceus). Tidigare har izusångaren behandlats som underart till östlig kronsångare.

### Familjetillhörighet
Lövsångarna behandlades tidigare som en del av den stora familjen sångare (Sylviidae). Genetiska studier har dock visat att sångarna inte är varandras närmaste släktingar. Istället är de en del av en klad som även omfattar timalior, lärkor, bulbyler, stjärtmesar och svalor. Idag delas därför Sylviidae upp i ett antal familjer, däribland Phylloscopidae. Lövsångarnas närmaste släktingar är familjerna cettior (Cettiidae), stjärtmesar (Aegithalidae) samt den nyligen urskilda afrikanska familjen hylior (Hyliidae).

## Levnadssätt
Östliga kronsångaren häckar i skogsbryn och gläntor i tät lövskog över 1830 meters höjd. Den kan också ses i stånd med ceder (Cedrus), granskog och flodnära skog. I övervintringsområdet hittas den i låglänta områden upp till 2000 meters höjd, i blandskog och städsegrön skog, i låga träd och buskar och i mangroveskog. Födan består av små insekter och spindlar som den plockar i buskar och uppe i trädkronorna.

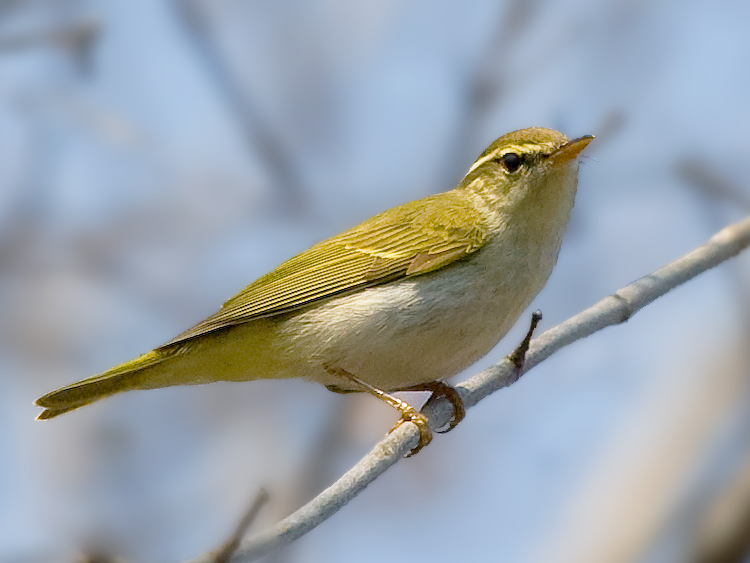

### Häckning
Häckningstiden sträcker sig från mitten av maj till juli, med flygga ungar i slutet av juni eller början av juli. Boet är en boll av torrt gräs, mossa och löv och placeras på marken under en buske eller ett litet träd eller bland låga grenar. Däri lägger den fyra till sju ägg. Boet försvaras aggressivt mot inkräktare, även människor. Arten utsätts ofta av boparasitism av tajgagöken (Cuculus optatus).

## Status och hot
Arten har ett stort utbredningsområde, men tros minska i antal, dock inte tillräckligt kraftigt för att den ska betraktas som hotad. Internationella naturvårdsunionen IUCN listar arten som livskraftig (LC).  Världspopulationen har inte uppskattats men den beskrivs som vanlig, lokalt mycket vanlig.

## Namn
Östliga kronsångarens vetenskapliga artnamn coronatus betyder just "krönad", av latinets coronare, "att kröna", och corona, "krona".